# Stiftung Eisenbahn-Waisenhort
Die mildtätige Stiftung Eisenbahn-Waisenhort (EWH) ist 1902 als Selbsthilfeeinrichtung für die Beschäftigten der Deutschen Bahn und des Bundeseisenbahnvermögens sowie für deren Familien gegründet worden.
Gemeinsam mit der Stiftung Bahn-Sozialwerk (BSW) bietet die Stiftung EWH unter der Dachmarke Stiftungsfamilie BSW & EWH soziale Unterstützung für aktive und ehemalige Bahnbeschäftigte sowie für deren Familien. Insbesondere die Mutter-/Vater-Kind-Kuren nach § 24 SGB V unterstützt Bahnbeschäftigte mit präventiven Maßnahmen dabei, gesundheitlich vorzusorgen und ihren Erziehungsaufgaben besser gewachsen zu sein. Auch die Eltern-Kind-Coachings gehen individuell auf die Bedürfnisse der Eltern ein.

## Geschichte
Als Vorläufer der heutigen mildtätigen Stiftung EWH entstand schon 1902 der Eisenbahn-Töchterhort, der im Jahr 1908 als mildtätige Stiftung offiziell anerkannt wurde. 1922 kam die Stiftung Eisenbahn-Knabenhort dazu. 1929 wurden sie zur milden Stiftung Reichsbahn-Waisenhort vereinigt und im Jahr 1950 in Eisenbahn-Waisenhort (EWH) umbenannt.

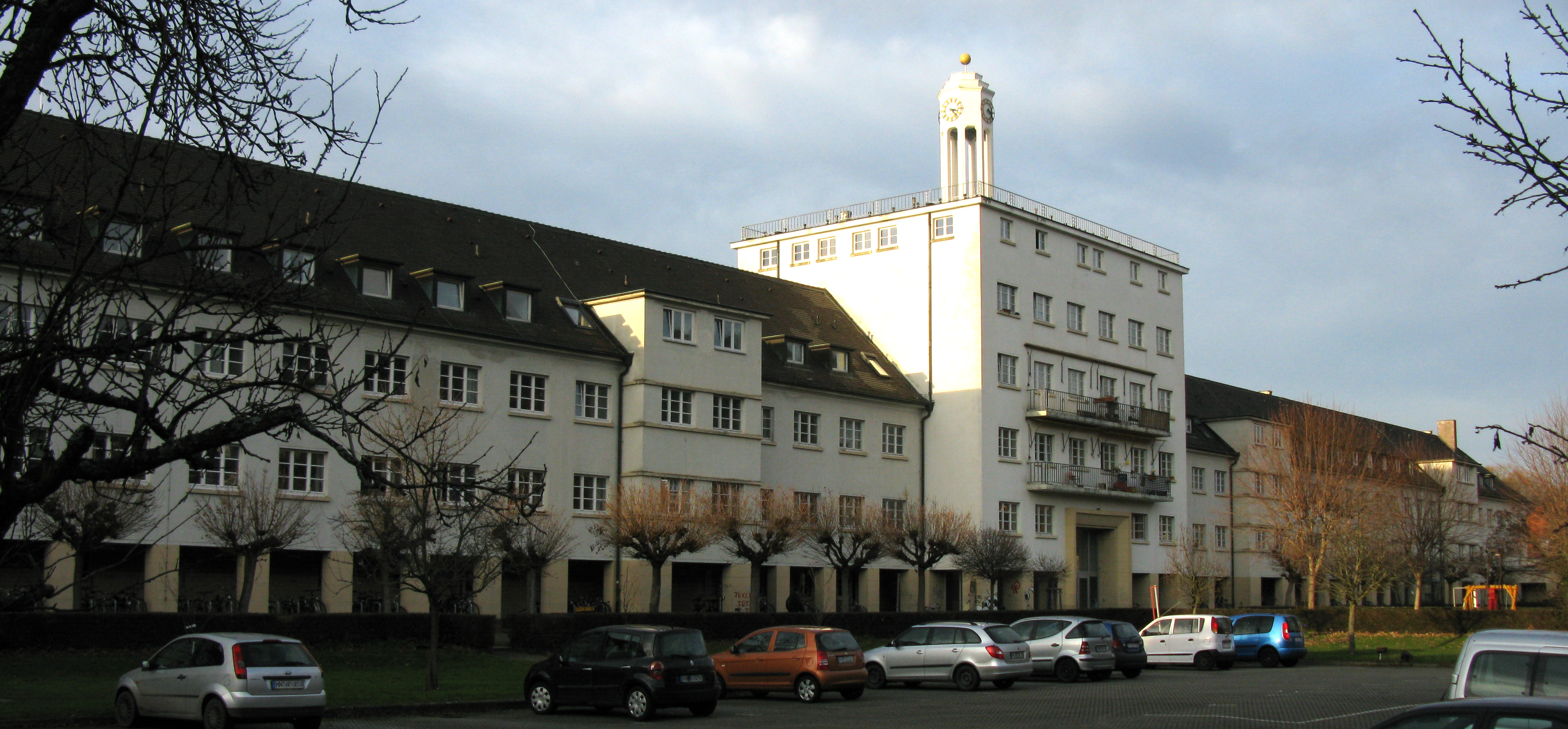
Früheres Eisenbahnerwaisenhaus in Freiburg–Herdern

Die EWH betrieb Heime im Ostseebad Zinnowitz auf Usedom (1927–1991), in Freiburg im Breisgau (1934–1998) und in Ellgassen bei Lindenberg im Allgäu (1936–2003) am Reichsbahn-Waisenhort, heute "Humboldt Institut". Im Freiburger Eisenbahnerwaisenhaus verbrachte der Schriftsteller Wolfgang Schorlau einen Teil seiner Kindheit, er verarbeitete seine Erfahrungen als Heimkind später in dem Roman Rebellen.
2018 wurde die gemeinsame Dachmarke Stiftungsfamilie BSW & EWH für die Stiftung BSW und die Stiftung EWH der weiterhin rechtlich selbstständigen Stiftungen gebildet.